# كلية الطب بجامعة كونيتيكت
كلية الطب بجامعة كونيتيكت (بالإنجليزية: University of Connecticut School of Medicine)‏ هي إحدى الكليات لتدريس الطب في الولايات المتحدة الأمريكية. تقع في مدينة فارمنغتون في ولاية كونيكتيكوت الأمريكية. نوع الشهادة الطبية التي يتم تحصيلها هناك هي دكتور في الطب.